# Chinantekische Sprachen
Die chinantekischen Sprachen (Tsa jujmi, juu' jmii, fáh, jmii) sind indigene Sprachen in Mexiko, die der Ethnie der Chinanteken zugeordnet werden. Sie bilden einen Zweig der Oto-Mangue-Sprachen. Chinantekisch wird von etwa 140.000 Menschen insbesondere im Norden des mexikanischen Bundesstaats Oaxaca sowie in geringem Umfang im Bundesstaat Veracruz gesprochen.

## Namen
Die in Mexiko übliche Bezeichnung chinanteco kann sowohl eine indigene Volksgruppe (Chinanteken) als auch eine Gruppe eng miteinander verwandter indigener Sprachen (Chinantekisch) meinen. Das Wort ist die hispanisierte Form des Nahuatl-Wortes chinanteca, das „Rohrzaun-Menschen“ oder „Menschen aus dem Rohrzaun“ bedeutet und sich auf die von Gebirgszügen umschlossene Insellage des ursprünglichen Siedlungsgebietes bezieht. In den chinantekischen Sprachen selbst gibt es unterschiedliche Eigenbezeichnungen der Sprachen, die regional und von Sprache zu Sprache oder sogar von Dorf zu Dorf variieren. Zum Beispiel bedeutet der Name jmiih einfach „Sprache“, während die Eigenbezeichnung ju jmi’ so viel wie „alte Redeweise“ heißt.

## Systematik
Die chinantekischen Sprachen bilden die Sprachengruppe Chinantekisch (chinanteco) innerhalb der Sprachfamilie der Oto-Mangue-Sprachen. Wie andere Otomangue-Sprachen ist Chinantekisch eine Tonsprache. SIL International unterteilt das Chinantekische in 14 Einzelsprachen. Auf Grund der geographischen Zersplitterung des Sprachgebiets gibt es stark voneinander abweichende Sprachvarietäten, die untereinander zum Teil nicht verständlich sind.

## Sprachgebiet
Das historische Siedlungsgebiet der Chinanteken liegt in einer Region, die La Chinantla genannt wird. Chinantekische Sprachen werden in 17 Gemeinden des mexikanischen Bundesstaates Oaxaca gesprochen. Auch ein Teil des Staates Veracruz (eine Gemeinde) gehört zum Sprachgebiet. Dorthin wurde eine Gruppe von Chinantekischsprechern beim Bau des Staudamms Cerro de Oro in den 1980er Jahren umgesiedelt. Das chinantekische Sprachgebiet grenzt im Norden an die Gebiete verschiedener mazatekischer Sprachen, im Nordosten an cuicatekische Sprachgebiete, im Südosten an das Gebiet einer Mixe-Sprache und im Süden an mehrere zapotekische Sprachgebiete.

## Demographie
Nach amtlichen Angaben gab es im Jahr 2000 in Mexiko 133.374 Personen im Alter von mehr als fünf Jahren, die eine chinantekische Sprache sprechen. Im gleichen Jahr wurden innerhalb des engeren Sprachgebiets 439 Ortschaften mit insgesamt 84.395 Sprechern identifiziert, in denen wenigstens 5 % der Einwohner eine chinantekische Sprache sprechen. Seither stieg die Anzahl der Sprecher leicht an. Für 2020 ermittelte das mexikanische Statistikamt INEGI 144.394 Chinantekischsprecher im Alter von mehr als drei Jahren, davon 76.634 weibliche und 67.760 männliche Personen.